# I Love Saturday
I Love Saturday è un EP del gruppo musicale britannico Erasure, pubblicato nel 1994.

## Tracce
Cassetta Singolo
1. I Love Saturday
2. Dodo
3. Because You're So Sweet (Session Version)

12" singolo
1. I Love Saturday
2. I Love Saturday (Beatmasters' Club Mix)
3. I Love Saturday (JX Mix)
4. I Love Saturday (Flower Mix)

CD Singolo #1
1. I Love Saturday
2. I Love Saturday (JX Mix)
3. I Love Saturday (Beatmasters' Dub Mix)
4. Dodo

CD Singolo #2
1. I Love Saturday (Beatmasters' Club Mix)
2. I Love Saturday (Flower Mix)
3. I Love Saturday (303 Mix)
4. Always (X Dub Cut)

I Love Saturday EP
1. I Love Saturday
2. Ghost
3. Truly, Madly, Deeply
4. Tragic (Live Vocal)

U.S. maxi-singolo
1. I Love Saturday (JX Mix)
2. I Love Saturday (Beatmasters' Dub Mix)
3. I Love Saturday (Beatmasters' Club Mix)
4. I Love Saturday (Flower Mix)
5. Dodo
6. Because You're So Sweet (Session Version)